# Mahinda IV
Mahinda IV fou rei d'Anuradhapura (Sri Lanka) del 975 al 991. Era nebot del seu antecessor Udaya III i germà de Sena IV.
Sota Udaya III va exercir com a sub-rei. Al pujar al tron no va tenir oposició, ja que era el més hàbil i el més fort de caràcter de tots els caps de sang reial. Encara que hi havia princeses de sang reial va buscar per casar-se una princesa cakkavatti del Regne de Kalinga.
La major part del regnat la va dedicar a les bones obres. Va establir dipòsits d'arròs als quatre grans temples (Thuparamaya, Ruwanwelisaya, Abhayagiri i Jetavanaramaya) i va ordenar donar al pobres i necessitats. Va patrocinar alguns sacerdots, especialment Dhammamitta (el superior de Sittagama) o a Dathanaga (que vivia com anacoreta a la selva). Va fer una sala d'almoines amb llits pels pobres. Va proveir medicines als hospitals de l'illa i va millorar el menjar que es donava als presoners. Va construir també un convent anomenat Mahamallaka, que va ser cedit a la fraternitat dels Theriya, i una casa de diversos pisos anomenat Cadana al temple de Miriswetiya; va completar la construcció d'una casa anomenada Mani iniciada pel seu oncle Udaya III.
També alguns ministres van fer construccions de pirivenes agregades al temple Jetavanaramaya. La reina Kitti, una dona culta i benevolent va construir una pririvena al Thuparamaya i tres banys pels monjos del mateix monestir, del de Kappagama i de Civara.
Durant el regnat es van construir dos grans hospitals, un per part del fill del rei part de la reina Kitti per a ús general de la gent a la capital, i un altre per a ús dels monjos, construït pel ministre de la guerra Sakka.
Durant el regnat el rei Vallabha de Chola va enviar un exèrcit a Nagadipa (Jaffna) en la perspectiva de conquerir l'illa. L'exèrcit cola va trobar a l'exèrcit singalès manat per Sena i fou derrotada. Vallabha, per temor a una invasió singalesa del seu propi territori, va entrar en contacte amb el rei Mahinda, i van arribar a un acord de pau.
Mahinda IV va morir en el 15è any del seu regnat i el va succeir el seu fill Sena V (que tenia 12 anys) nascut de la reina de la casa reial de Kalinga.

## Nota
1. ↑  Vallabha sembla que més aviat era un títol real que el nom del rei